# Сююмбіке
Сююмбіке (ног. Суьйимбийке
, тат. Сөембикә) — правителька Казанського ханства, дружина казанських ханів Джан-Алі (1533—1535), Сафа-Гірея та Шах-Алі, донька ногайського бія Юсуфа і прапраправнучка засновника династії Ногайської Орди Едигея.

## Життєпис

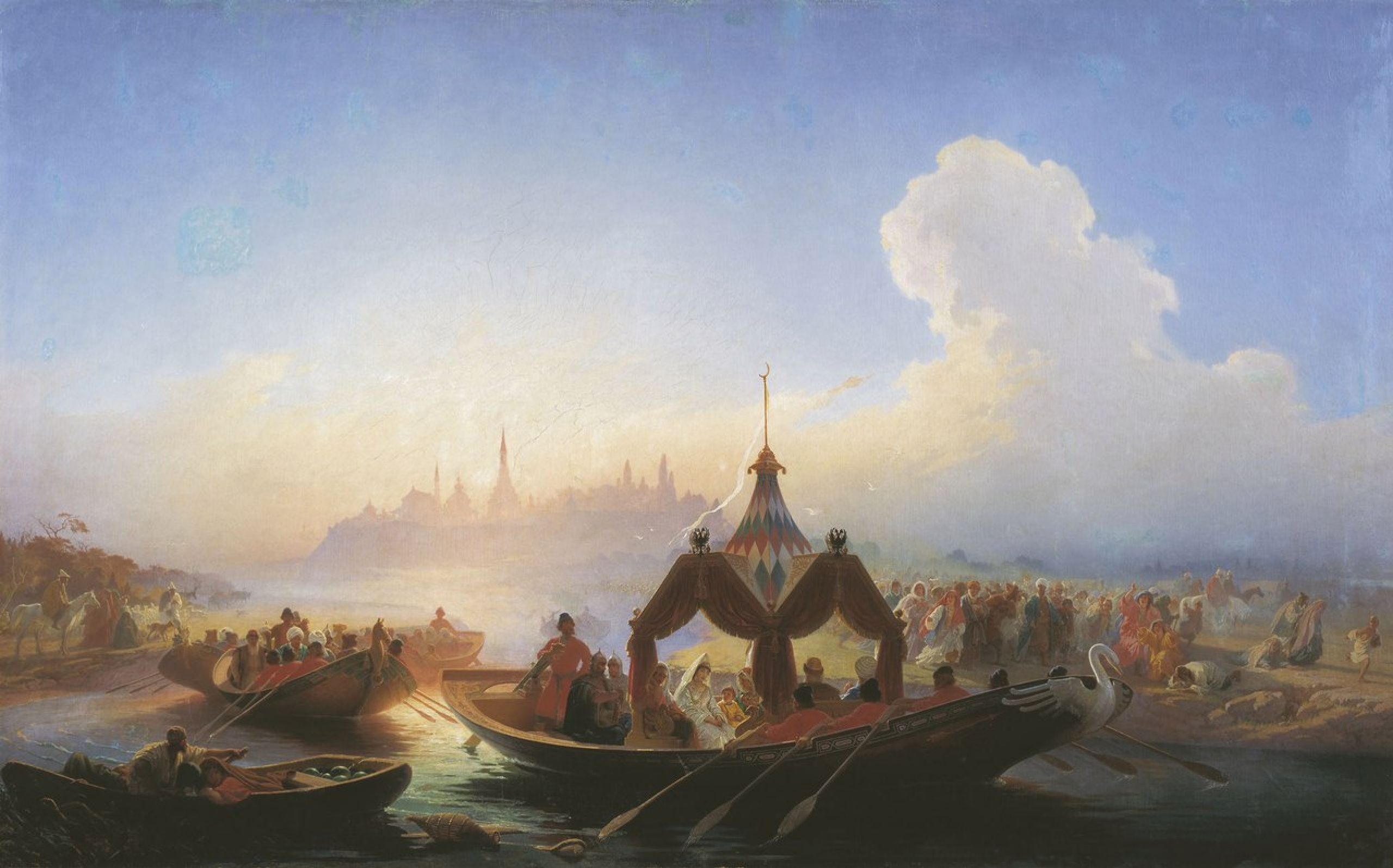
Полонена цариця Сююмбіке, покидає Казань. В. Р. Худяков, 1870.

Перший чоловік Сююмбіке Джан-Алі був поставлений на престол в малолітньому віці узгодженим рішенням промосковськи налаштованого уряду на чолі з князем Булат Ширином і Московського князя Василя III. Управління під час малоліття хана здійснювала царівна Ковгоршат.
Вона ж влаштувала шлюб Джан-Алі з Сююмбіке (їй тоді було всього 12 років), який був приурочений до повноліття хана і переходу влади до нього. Шлюб був узгоджений з Москвою, причому Москва погодилася дуже швидко, бо сподівалася через цей шлюб наблизити ногайського бія Юсуфа і створити певну противагу поваленому хану з кримської династії Сафа-Ґірея, який перебував у свого тестя, ногайського мірзи Мамая.
Шлюб був невдалим, хан нехтував дружиною, у них не було дітей. Сююмбіке скаржилася батькові і просила її забрати. Юсуф пропонував змістити хана і вимагав повернути дочку. Всі ці події стали предметом дипломатичного листування.
Джан-Алі не влаштовував не тільки дружину, але і казанський уряд, якого, мабуть, також не задовольняв тиск з боку Москви і втручання у внутрішні справи ханства. У 1535 році за участю Булат Ширина і царівни Ковгоршат був здійснений переворот, Джан-Алі був убитий, а на трон повторно запросили Сафа-Ґірея. Сююмбіке стала його п'ятою дружиною.
Після смерті Сафа-Гірея правила Казанським ханством у 1549—1551 роки як регентша свого неповнолітнього сина. В 1551 році вона була видана мурзами московському царю  Івану IV Грозному разом зі своїм сином  Утямиш-Ґіреєм і казанською скарбницею. У Патріаршому літописі про це говориться, що вони (казанці) послали:
 до Шигальова (Шах Алі) і до воєвод бити чолом, щоб государ пожалував, гнів свій їм віддав, а полонити їх не велів, а дав би їм на царство царя Шігалея (Шах Алі), а Утемиш-Гірея царя государ до себе взяв і з матір'ю Сююмбіке-царицею

Через півтора роки проти своєї волі була видана заміж за касимовського правителя Шах-Алі. Утямиш-Ґірея залишили на виховання при царі Івані Грозному. Останні роки жила в Касимові, де і померла. Могила невідома.

## Діти
Син Сафа-Ґірея — Утямиш-Ґірей, хрещений у Москві під ім'ям Олександр Сафакірєєвич.

## Пам'ять
Башта Сююмбіке — це історичний пам'ятник Казанського Кремля і архітектурна емблема Казані.
Також ім'ям Сююмбіке названий один з проспектів в Набережних Челнах.